# Tracker (film)
Pour les articles homonymes, voir Tracker.
Pour plus de détails, voir Fiche technique et Distribution.
Tracker est un western britanno-néo-zélandais réalisé par Ian Sharp et sorti en 2010.

## Synopsis
En 1903, un ancien combattant de la guerre des Boers émigré en Nouvelle-Zélande (Winstone) est engagé par son supérieur d'alors (Reeves) pour traquer un Maori (Morrison) accusé de meurtre...

## Fiche technique
- Titre : Tracker
- Réalisation : Ian Sharp
- Scénario : Nicolas van Pallandt
- Direction artistique : Rick Kofoed
- Décors : Ken Turner
- Costumes : Bob Buck
- Photographie : Harvey Harrison
- Son :
- Montage : Sean Barton
- Musique : David Burns
- Production : David Burns et Trevor Haysom
- Société(s) de production : Eden Films, T.H.E. Films
- Société(s) de distribution :  Kaleidoscope Home Entertainment
- Budget :
- Pays d'origine :  Royaume-Uni/ Nouvelle-Zélande
- Langue : Anglais/Maori
- Format : Couleur (Fujifilm) - 35mm - 2.35:1 - Son Dolby numérique
- Genre : Western
- Durée : 102 minutes
- Dates de sortie :
  -  Canada : 12 septembre 2010 (Festival international du film de Toronto)
  -  Royaume-Uni : 29 avril 2011

## Distribution
- Ray Winstone : Arjan van Diemen
- Temuera Morrison : Kereama
- Gareth Reeves : le major Pritchard Carlysle
- Mark Mitchinson : Saunders
- Daniel Musgrove : le sergent Rennick
- Andy Anderson : Bryce
- Mick Rose : le sergent Leyborne
- Jodie Hillock : Lucy
- Tim McLachlan : Levin